# De Queen
De Queen ist eine City in sowie County Seat von Sevier County im US-amerikanischen Bundesstaat Arkansas. 2020 betrug die Einwohnerzahl laut Volkszählung des US Census 6105 Menschen, die auf 14,8 km² leben.
De Queen ist Teil der sozioökonomischen Region Ark-La-Tex, die zwischen den Bundesstaaten Arkansas, Louisiana, Oklahoma und Texas entstanden ist.

## Geschichte
Die Stadt wurde entlang einer Eisenbahntrasse errichtet, die in den späten 1880er Jahren als die Kansas City, Pittsburgh and Gulf Railroad von Kansas City in Missouri nach Port Arthur in Texas erbaut wurde. Während der finanziellen Krise, die 1893 begann, suchte Arthur Stilwell in Europa nach neuen Geldgebern. Diesen fand er schließlich in Jan DeGoeijen, mit dem er insgesamt 3 Millionen US-Dollar sammeln konnte. So wurde die neue Stadt schließlich nach ihm benannt, wobei der Stadtname wegen der problematischen Aussprache von De Goeijen in De Queen umgewandelt wurde.

## Demographie
Die Volkszählung 2010 ergab eine Bevölkerungszahl von 6629. Davon waren 53,5 % Hispanics oder Lateinamerikaner, 36,7 % Weiße, 5,6 % Farbige, 2,3 % Indianer und 0,7 % Asiaten. 35,1 % der Bevölkerung gehörten einer anderen Ethnizität an 4,2 % hatten zwei oder mehr Ethnizitäten. Das Durchschnittsalter betrug 29 Jahre.
Gegenüber der Volkszählung von 2000 konnte damit ein Wachstum festgestellt werden. Damals lebten noch 5765 Menschen in der Stadt, verteilt auf 1913 Haushalte und 1377 Familien. Pro Quadratkilometer entsprach dies einer Population von 395,4 Menschen. Die durchschnittliche Familie hatte eine Größe von 3,44 Personen. Das Durchschnittseinkommen betrug ewiger als 13.000 US-Dollar, knapp ein Viertel der Stadtbevölkerung lebte unterhalb der Armutsgrenze.

## Bildung
In der Stadt befindet sich ein Außencampus des Cossatot Community College der University of Arkansas. Dort werden auch anrechnungsfreie Kurse für die Fortbildung Erwachsener angeboten.

## Verkehr
Das Stadtgebiet wird von drei US-Highways durchkreuzt: Die U.S. Route 59 verläuft vom Norden in den Osten der Stadt und verbindet sie unter anderem mit Houston im Süden. Die U.S. Route 71 verläuft im Stadtgebiet auf dem gleichen Pfad und verbindet die Stadt unter anderem mit Bossier und Kansas City. Die U.S. Route 70 verläuft vom Westen zum Osten der Stadt und führt unter anderem nach Memphis. Die beiden letztgenannten Routen gelten als zwei der 21 Hauptverbindungen des Systems.
Im Norden der Stadt befindet sich außerdem eine Flugzeuglandebahn. Vom Norden her verläuft eine mehrgleisige Bahntrasse durch die Stadt, die sich im Süden auf zwei Trassen Richtung Südwesten und Osten aufteilt.

## Persönlichkeiten
- Lin Halliday (1936–2000), Tenorsaxophonist des Modern Jazz
- Collin Raye (* 1960), Country-Sänger und Songwriter
- Wes Watkins (1938–2025), Politiker, Abgeordneter im US-Repräsentantenhaus